# آسغات (سوخ‌باتور)
شهرستان آسغات (به مغولی: Асгат сум، [Asgat sum]؛ ᠠᠰᠭᠠᠲᠤ ᠰᠤᠮᠤ، [asɣatu sumu]) یک شهرستان (سُوم) در مغولستان است که در استان سوخ‌باتور واقع شده‌است.

## تقسیمات اداری
شهرستان آسغات متشکل از ۴ قصبه (باغ) می‌باشد، شامل:
- اولجیت (مغولی: Өлзийт баг، [Ölzijt bag]؛ ᠥᠯᠵᠡᠶᠢᠲᠦ ᠪᠠᠭ، [öljeyitü baɣ])
- ایخ‌اُول (مغولی: Их-Уул баг، [Ix-Uul bag]؛ ᠶᠡᠬᠡ ᠠᠭᠤᠯᠠ ᠪᠠᠭ، [yeke aɣula baɣ])
- جارغالانت (مغولی: Жаргалант баг، [Žargalant bag]؛ ᠵᠢᠷᠭᠠᠯᠠᠩᠲᠤ ᠪᠠᠭ، [jirɣalaŋtu baɣ])
- دوخوم (مغولی: Дөхөм баг، [Döxöm bag]؛ ᠳᠥᠬᠦᠮ ᠪᠠᠭ، [döküm baɣ])